# 유재상
유재상(2003년 12월 17일 ~ )은 대한민국의 배우이다.

## 학력
- 서울둔촌초등학교 (졸업)
- 동북중학교 (졸업)
- 둔촌고등학교 (졸업)

## 출연작

### 영화
- 《안녕, 내일 또 만나》 (2023년) - 민호 역
- 《니 부모 얼굴이 보고 싶다》 (2022년) - 김건우 역
- 《그 여름의 끝》 (2019년, 단편) - 민준 역
- 《찾을 수 없습니다》 (2018년, 단편)
- 《여중생A》 (2018년) - 태양 역
- 《밀정》 (2016년) - 여관소년사환 역
- 《4등》 (2016년) - 준호 역
- 《숨》 (2014년)
- 《국제시장》 (2014년) - 소년 윤기주 역
- 《신의 한 수》 (2014년) - 태석조카 역
- 《어떤 시선》 (2013년) - 소년 선재 역
- 《밤의 여왕》 (2013년) - 어린 영수 역
- 《미나문방구》 (2013년) - 종호 역
- 《사이코메트리》 (2013년) - 어린 춘동 역
- 《책방아저씨》 (2013년)

### 드라마 & 시트콤
- 《KBS 드라마 스페셜 - 히든》 (KBS2, 2019년) - 이용현 역
- 《복수노트2》 (XtvN, 2018년)
- 《칼과 꽃》 (KBS2, 2013년) - 어린 소년 역
- 《KBS 드라마 스페셜 - 태권, 도를 아십니까》 (KBS2, 2012년) - 어린 도현 역
- 《오마이갓x2》 (SBS Plus, 2013년) - 어린 준영 역
- 《인수대비》 (JTBC, 2011년)
- 《고봉실 아줌마 구하기》 (TV조선, 2011년) - 오병근네 큰아들 역

## 수상 및 후보
| 연도 | 시상식            | 부문       | 작품 | 결과 |
| ---- | ----------------- | ---------- | ---- | ---- |
| 2016 | 제53회 대종상     | 신인남우상 | 4등  | 후보 |
| 2017 | 제22회 춘사영화상 | 신인남우상 | 4등  | 후보 |